# پررجه خال‌دار
پُررَجهٔ خال‌دار (انگلیسی: Polystoechotes punctata) یک گونه از سردهٔ پررجه‌ها در خانوادهٔ بال‌توریان شاپرکی است که در آمریکای مرکزی و آمریکای شمالی یافت می‌شود، در دهه ۱۹۵۰ در نظر گرفته شد که از شرق آمریکای شمالی منقرض شده بود، اما به‌طور ناگهانی در فایتویل (آرکانزاس)، دوباره کشف شد. این شاپرک در آن شهر در سال ۲۰۱۲ بر روی دیوار یک وال‌مارت پیدا شد.